# Bombshell
Bombshell er en amerikansk dramafilm fra 2019, instrueret af Jay Roach. Filmen har Charlize Theron, Margot Robbie, Nicole Kidman og John Lithgow i bærende roller og skildrer den sande beretning om den amerikanske tv-station Fox News i dagene omkring udbredelsen af #MeToo-bølgen. På dansk har den undertitlen "Opgørets time". Den er udtaget til Biografklub Danmark i 2020.

## Medvirkende
- Charlize Theron - Megyn Kelly
- Nicole Kidman - Gretchen Carlson
- Margot Robbie - Kayla Pospisil
- John Lithgow - Roger Ailes
- Kate McKinnon - Jess Carr
- Connie Britton - Beth Ailes
- Mark Duplass - Douglas Brunt
- Rob Delaney - Gil Norman
- Malcolm McDowell - Rupert Murdoch
- Allison Janney - Susan Estrich
- Alice Eve - Ainsley Earhardt
- Brigette Lundy-Paine - Julia Clarke
- Liv Hewson - Lily Balin
- Alanna Ubach - Jeanine Pirro
- Elisabeth Röhm - Martha MacCallum
- Spencer Garrett - Sean Hannity
- Ashley Greene - Abby Huntsman